# Anna Falchi
Anna Kristiina Palomäki Falchi (n. 22 aprilie 1972, Tampere, Finlanda), cunoscută ca Anna Falchi, este un fotomodel, o actriță și moderatoare de televiziune finlandeză.